# Estêvão Rodrigues de Castro

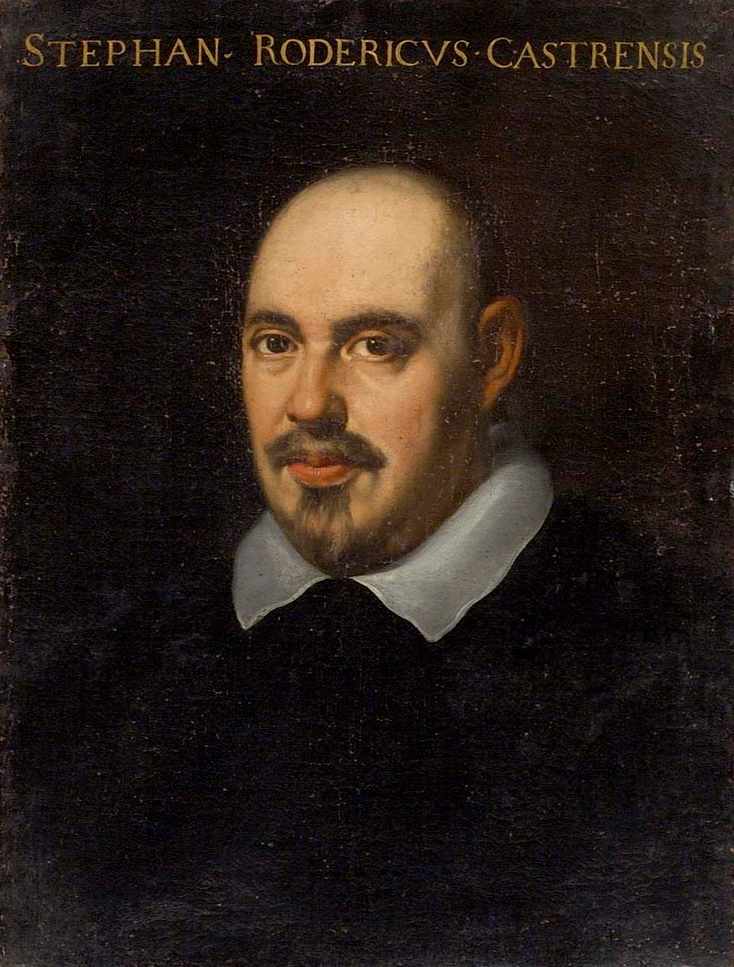
Estêvão Rodrigues de Castro

Estêvão Rodrigues de Castro ou, na forma latinizada, Stephanus Rodericus Castrensis (Lisboa, 1559 - Florença, 1638), foi um médico, filosofo e poeta português, cristão-novo, que viveu e atuou em Florença e em Pisa.
Teve sua formação acadêmica inicial no Colégio das Artes da Companhia de Jesus de Coimbra. Estudou medicina na Universidade da mesma cidade, sendo aluno de grandes médicos da época, como Tomás Rodrigues da Veiga.
Sua atuação enquanto poeta foi ressaltada por conta dos estudos de Teófilo Braga sobre a poesia em Portugal, onde Castro aparecia como representante da "Escola de Camões". Contudo, sua maior importância reside em sua produção médica e filosófica.
Desde que chegou em Florença em 1609, se aproximou dos intelectuais galileanos, foi feito médico particular (Arquiatro) dos Grãos-Duques, atuou como conselheiro do grande Magistrado Sanitário de Florença na época da peste de 1630-33 e foi professor de medicina teórica na Universidade de Pisa.
Na sua obra De meteoris microcosmi (1621), e em outras obras, como aquelas sobre a peste usadas pelo Magistrado florentino na época da referida epidemia, Castro sustenta, por uma nova formulação teórica, que o principio material constitutivo das coisas (Archeus) seria uno e indivisivel. 
O autor é tido por alguns estudiosos como sendo o inspirador do atomismo de Galileu Galilei.